# Estanyols del pla dels Estanyets
Els estanyols del pla dels Estanyets es localitzen a la península del cap de Creus, dins la Reserva natural integral del Parc natural del Cap de Creus. Se situen en una zona protegida també com a espai del PEIN "Cap de Creus", com a espai de la Xarxa Natura 2000 ES5120007 "Cap de Creus" i com a Paratge Natural d'Interès Nacional de Cap Gros-Cap de Creus. Es tracta d'un conjunt de petits estanyols d'inundació temporal, que estan situats a petites clota des i valls secundàries existents en aquesta zona del Cap de Creus, d'orografia complexa. És destacable la presència d'aquests ambients en un medi tan advers a la formació de zones humides com el del cap de Creus. La major part d'aquests estanys es localitzen entre el pla dels Estanyets i les Endaurades de Dalt, si bé alguns es troben als voltants de la carretera que accedeix al Club Med.
La vegetació de la zona on se situen aquests estanys està dominada per brolles i estepars silicícoles de terra baixa i per cadequers (hàbitat d'interès comunitari 5210 "Màquies i garrigues amb Juniperus spp. arborescents, no dunars"). Els pradells i les jonqueres halòfiles que envolten els estanys són assimilables a l'hàbitat d'interès com unitari 1410 ("Prats i jonqueres halòfils mediterranis (Juncetalia maritimi)").
Els estanys pròpiament dits constitueixen l'hàbitat prioritari 3170 "Basses i tolls temporers mediterranis". L'aigua hi és retinguda per la presència de petits dipòsits més argilosos, que la retenen durant els períodes plujosos. La vegetació associada a aquests ambients la constitueixen bàsicament les gespes d'isoets (Isoetes sp.), taques de canyís (Phragmites australis), de jonc boval (Scirpus holoschoenus) i herbeis de gram d'aigua (Paspalum paspalodes), així com alguns individus aïllats de tamariu (Tamarix sp). A molts d'aquests estanys es detecta l'espècie exòtica invasora Carpobrotus edulis, que hi arriba a ser abundant.
L'estanyol més gran de tots, situat a les Endaurades de Dalt, va ser partit en dos per l'obertura d'una pista, tot i que actualment ja no hi transiten vehicles. Alguns estanys estan afectats per abocaments de runes i deixalles (sobretot els més propers a la carretera que accedeix al Club Med). A l'estany situat just al costat del camí d'accés al Club Med s'hi ha construït una edificació, de la qual parteix una canonada de desguàs.